# Tropicis brevicarinatus
Tropicis brevicarinatus es una especie de coleóptero de la familia Ciidae.

## Distribución geográfica
Habita en las Seychelles.